# Nemipterus celebicus
Nemipterus celebicus là một loài cá biển thuộc chi Nemipterus trong họ Cá lượng. Loài cá này được mô tả lần đầu tiên vào năm 1854.

## Từ nguyên
Từ định danh celebicus được đặt theo tên gọi trước đây của đảo Sulawesi (Indonesia), là Celebes, nơi mà mẫu định danh của loài cá này được thu thập ở ngoài khơi Makassar.

## Phân bố và môi trường sống
N. celebicus hiện chỉ được biết đến ở phía nam Indonesia và phía nam Papua New Guinea, cũng như bờ bắc và tây bắc Úc, bao gồm vịnh Carpentaria. Ghi chép về loài này từ những nơi khác cần được xác minh lại.
N. celebicus sống trên nền đáy cát và bùn, độ sâu khoảng 30–150 m.

## Mô tả
Chiều dài cơ thể lớn nhất được ghi nhận ở N. celebicus là 22 cm. Phần trên của đầu và thân có màu hồng nhạt, nhạt dần thành màu trắng bạc ở bụng. Vảy phía trên đường bên ánh tím và đỏ. Một sọc mờ màu vàng nhạt dọc theo đường bên và một sọc vàng hẹp trên mỗi 4 hàng vảy bên dưới đường bên. Đầu ánh vàng và tím hồng, có 2 vệt tím bạc phía trước và dưới mắt. Một đốm màu xanh tím ở phần trên của nắp mang. Vây lưng trong mờ, màu hồng, viền ngoài hẹp màu vàng ánh đỏ, có 2–3 sọc vàng dọc giữa của vây. Vây hậu môn trong mờ với 2 sọc vàng nhạt giữa vây. Vây đuôi màu vàng, chóp thùy trên có sắc hồng. Vây ngực màu hồng nhạt. Vây bụng trong mờ màu trắng.
Số gai vây lưng: 10; Số tia vây lưng: 9; Số gai vây hậu môn: 3; Số tia vây hậu môn: 7; Số gai vây bụng: 1; Số tia vây bụng: 5; Số tia vây ngực: 16–17.

## Sinh thái
Thức ăn chủ yếu của N. celebicus là giáp xác.

## Sử dụng
N. celebicus chủ yếu được đánh bắt thủ công, và được bán nhiều ở các chợ cá địa phương.